# کائه آراکی
کائه آراکی (انگلیسی: Kae Araki; ۶ نوامبر، ۱۹۶۳ – ) صداپیشه اهل اوساکا، ژاپن است.